# Sogndal
Sogndal es un municipio de la provincia de Sogn og Fjordane, Noruega. Está situado en la costa norte del fiordo de Sogn, en el distrito de Sogn, y tiene una población de 7677 habitantes según el censo de 2015. El pueblo de Sogndalsfjøra, que contaba con 3646 habitantes en 2014, es el centro administrativo del municipio. Algunos otros pueblos del mismo son Kaupanger, Kjørnes, Fimreite, Nornes y Fjærland. El aeropuerto de Sogndal-Haukåsen está situado a 10 km al sudoeste de Kaupanger.
El dialecto de noruego hablado en Sogndal se llama sognamål.
En 1917, un granjero de Sogndal encontró la piedra de Eggja, una lápida con inscripciones en alfabeto rúnico importante para la historia del nórdico antiguo.

## Etimología
El nombre proviene de la forma del antiguo nórdico Sóknardalr. La primera parte es el caso genitivo del río Sókn (hoy en día llamado Sogndalselvi), mientras que la última parte es dalr, que significa «valle». El nombre del río deriva del verbo sœkja, que significa «buscar», por lo que el nombre quiere decir «el río que busca su camino».

## Economía
La agricultura tiene desde siempre un gran peso en la economía de Sogndal. Tradicionalmente, las industrias se han basado en el procesado de productos agrícolas y la silvicultura.